# Torpedo (equipo ciclista)

El equipo Torpedo fue un equipo ciclista alemán, de ciclismo en ruta que compitió entre 1957 y 1967.

## Principales resultados
- Vuelta a Suiza: Hans Junkermann (1962)
- Tour de l'Oise: Klaus Bugdahl (1963), Peter Glemser (1967)
- Vuelta a Colonia: Horst Oldenburg (1964), Peter Glemser (1966)
- Tour du Nord-Ouest de la Suisse: Horst Oldenburg (1966)

### En las grandes vueltas
- Giro de Italia
  - 0 participaciones

- Tour de Francia
  - 0 participaciones

- Vuelta a España
  - 0 participaciones